# 贝亚斯德格拉纳达
贝亚斯德格拉纳达，是西班牙安达卢西亚自治区格拉纳达省的一个市镇。总面积23平方公里，总人口1004人（2001年），人口密度44人/平方公里。